# Black Panther: The Album
Black Panther: The Album ist der Soundtrack zum Science-Fiction-Actionfilm Black Panther aus dem Jahr 2018. Die Zusammenstellung erfolgte durch den US-amerikanischen Rapper Kendrick Lamar, der diesen gemeinsam mit Anthony Tiffith auch zu großen Teilen produzierte.

## Entstehung

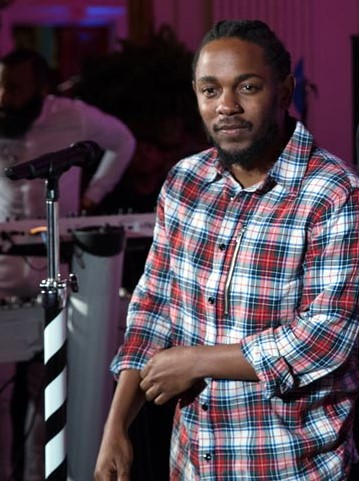
Kendrick Lamar stellte den Soundtrack zum Film Black Panther zusammen

Während die Musik zum Film Black Panther von Ludwig Göransson komponiert wurde, stellte Kendrick Lamar letztlich den Soundtrack zum Film zusammen, im Film selbst wird Lamars Musik nur im Hintergrund eingesetzt. Auf Black Panther: The Album finden sich zudem Songs der Hip-Hopper The Weeknd, Future, Schoolboy Q, Vince Staples, Anderson .Paak und Travis Scott, aber auch von weniger bekannten südafrikanischen Musikern wie der Johannesburger Alt-Rapperin Yugen Blakrok, von Seasons gemeinsam mit dem Künstler Sjavi, der seine Verse komplett in Zulu singt und der südafrikanischen Diva und Gqom-Queen Babes Wodumu und letztlich auch ein Klavierstück von James Blake. Außerdem enthält Black Panther: The Album auch den Song All the Stars. Ryan Coogler, der Regisseur des Films, verriet, dass Lamar ursprünglich nur ein paar Songs zum Soundtrack beisteuern wollte. Als er den Film sah, entschied sich der Rapper, den kompletten Soundtrack zu gestalten.
Coogler äußerte, Lamar sei perfekt für die Filmmusik, da „seine Inhalte genau diejenigen Themen widerspiegeln, die wir auch im Film adressieren.“ Coogler und Hauptdarsteller Chadwick Boseman hatten schon häufiger erwähnt, dass sie große Fans von Lamar seien. Dieser ließ sich bei der Gestaltung von Black Panther: The Album von dem Marvel-Comic inspirieren. Zur Verwendung moderner Musik sagte Co-Musikproduzent Sounwave, dies sei ein sehr sinnvoller Schritt gewesen: „Ich denke, es ist nur richtig. Der Film spielt nicht im Jahr 1910 oder in den 1960er Jahren, als Black Panther zum ersten Mal herauskam. Er ist im Heute angesiedelt.“
Martin Böttcher von Deutschlandfunk Kultur bemerkt, Kendrick Lamar gelte als prominente Stimme gegen die Unterdrückung von Schwarzen in den USA: „Immer wieder machte der mehrfache Grammy-Gewinner in seinen Texten auf soziale Missstände aufmerksam und kritisierte den verbreiteten Rassismus in der US-Gesellschaft.“
Neben dem Album gibt es noch einen klassischen Filmsoundtrack. Dieser wurde am 16. Februar 2018 von Marvel Music und Hollywood Records veröffentlicht und umfasst 28 Musikstücke.

## Veröffentlichung
Das Album, das 14 Musikstücke umfasst, erschien am 9. Februar 2018 digital und auf CD. Das Cover des Albums zeigt eine silberne Halskette, wie sie Black Panther im Film trägt, auf schwarzem Grund. Drei Songs wurden bereits vorab im Stream veröffentlicht: All the Stars von Lamar und SZA, King’s Dead von Jay Rock, Kendrick Lamar, Future und James Blake und Pray For Me von The Weeknd und Kendrick Lamar.

## Titelliste
1. Kendrick Lamar – Black Panther
2. Kendrick Lamar & SZA – All the Stars
3. Schoolboy Q, 2 Chainz & Saudi – X
4. Khalid & Swae Lee – The Ways
5. Vince Staples & Yugen Blakrok – Opps
6. Jorja Smith – I Am
7. SOB X RBE – Paramedic!
8. Ab-Soul, Anderson .Paak & James Blake – Bloody Waters
9. Jay Rock, Kendrick Lamar, Future & James Blake – King’s Dead
10. Redemption Interlude
11. Zacari & Babes Wodumo – Redemption
12. Mozzy, Sjava & Reason – Seasons
13. Kendrick Lamar & Travis Scott – Big Shot
14. The Weeknd & Kendrick Lamar – Pray for Me

## Singleauskopplungen
In den Billboard Hot 100 hatte der auf dem Soundtrack enthaltene Song All the Stars, der vorab veröffentlicht wurde, auf Platz 43 seine beste Platzierung, in Deutschland auf Platz 73. Der Song Pray for Me hatte in den Hot 100 auf Platz sieben seine beste Platzierung, King’s Dead auf Platz 83. Das Eröffnungsstück Black Panther stieg am 16. Februar 2018 auf Platz 42 in die britischen Singlecharts ein, X auf Platz 45, King’s Dead auf Platz 53, The Ways auf Platz 54 und Big Shot auf Platz 55. Auch Opps und Paramedic! platzierten sich in den britischen Charts. All the Stars hatte dort auf Platz fünf seine höchste Platzierung.
Mit der Albumveröffentlichung zogen zudem auch eine Reihe weiterer auf dem Album enthaltener Songs in die Hot 100 ein.

## Rezeption

### Kritiken
Der Musikjournalist Dennis Pohl meinte im Gespräch mit Martin Böttcher von Deutschlandfunk Kultur: „In diesem Fall hat man ausnahmsweise mal Weitsicht im Umgang mit schwarzer Kultur bewiesen. Dafür kann man Marvel eigentlich nur gratulieren.“ Das Album sei politischer als der Film, weshalb Pohl auch glaubt, dass der Soundtrack am Ende eine größere popkulturelle Wirkung entfalten könnte, als der Film selbst, und ohne den Kontext des Films funktioniere die Musik sogar noch besser, denn Lamar habe schlicht so etwas wie das zeitgeistigste Stück Musik aufgenommen, das man im Jahr 2018 machen kann: „Stilistisch vielfältig und hervorragend produziert überzeugt das Album auch musikalisch.“ Weiter heißt es bei Deutschlandfunk Kultur, das Album sei insbesondere eine Bestandsaufnahme des schwarzen Zeitgeistes und dabei weit mehr als eine Untermalung der Kinobilder: „Lamar schafft ein eigenständiges Werk mit politischer Aussage.“
Kathleen Johnston von GQ erklärt, Black Panther: The Album sei nicht das, was man von einem Soundtrack für einen von Disney produzierten Blockbuster erwarten würde, aber genau das mache ihn so brillant. Eine weitere Synergie zwischen Film und Soundtrack sei, so Johnston, dass Lamar eine solche Vielfalt afrikanischer Stimmen einbezieht, die die Botschaft des Films von wahrer Diversität widerspiegele, und zusammen mit seinem Pendant auf der Leinwand werde das Album als ein historisches Wahrzeichen der Diversifizierung in die Geschichte der Popkultur eingehen.
Natalie Maher vom Musik-Magazin Billboard meint, Lamar verschmelze wirkungsvoll die Klänge der Westküste mit denen von Südafrika, wobei beide von ihnen nahezu hälftig vertreten seien. Besonders hebt Maher Textzeilen aus dem Song Opps von Vince Staples und Yugen Blakrok hervor, so die letzte Strophe, in der ein mit einem starken Akzent gesungener Rap lautet: „Roar like a lioness, punch like a cyborg.“
Über den Eröffnungssong Black Panther sagt Markus Schneider von der Berliner Zeitung, Lamar nehme in dem Titeltrack mit größter Selbstverständlichkeit und seinem bekannt dringenden und drängelnden Flow die Position des Filmhelden ein und räubere mal eben durch alle virulenten Topics der afroamerikanischen Community. Mit dem Schlachtruf „King of my city, king of my country, king of my homeland“ tanze er über die elektronisch-tribalistischen Drums: „Black Panther, King Kendrick, all hail the King“. Andererseits interpretiere er hier seine Kuratoren-Rolle als Teamspieler, so Schneider weiter.

### Preise
American Music Awards 2018
- Auszeichnung als Bester Soundtrack[22]

Black Entertainment Television Awards 2018
- Nominierung als Album des Jahres (Kendrick Lamar und weitere Künstler)[23]

Black Reel Awards 2018
- Nominierung als Bester Song (All the Stars, Kendrick Lamar und SZA)
- Nominierung als Bester Song (Pray For Me, The Weeknd und Kendrick Lamar)[24]

Critics’ Choice Movie Awards 2019
- Nominierung als Bester Song (All the Stars)[25]

Golden Globe Awards 2019
- Nominierung als Bester Filmsong (All the Stars)[26]

Grammy Awards 2019
- Nominierung als Album of the Year (Kendrick Lamar et al.)
- Nominierung als Record of the Year (All the Stars, Kendrick Lamar und SZA)
- Nominierung als Song of the Year (All the Stars, Kendrick Lamar und SZA)
- Nominierung als Best Song Written For Visual Media (All the Stars, Kendrick Lamar und SZA)
- Nominierung als Best Rap/Sung Performance (All the Stars, Kendrick Lamar und SZA)
- Nominierung als Best Rap song (King's Dead, Kendrick Lamar, Jay Rock, Future und James Blake)
- Nominierung als Best Rap Performance (King's Dead, Kendrick Lamar, Jay Rock, Future und James Blake)

Los Angeles Online Film Critics Society Awards 2019
- Nominierung als Bester Song (All the Stars)

Oscarverleihung 2019
- Nominierung als Bester Song (All the Stars)

Satellite Awards 2018
- Nominierung als Bester Song (All the Stars)

World Soundtrack Awards 2018
- Auszeichnung als Best Original Song (Black Panther)[27]

## Kommerzieller Erfolg

### Chartplatzierungen
Am 18. Februar 2018 stieg das Album auf Platz eins in die Billboard 200 ein. Darüber hinaus avancierte es zum Nummer-eins-Album in Dänemark, Kanada und Norwegen. Im Vereinigten Königreich platzieren sich Soundtracks in einer eigenständigen Chartauswertung, hierbei erreichte es Rang neun.
| ChartsChartplatzierungen       | Höchstplatzierung | Wochen |
| ------------------------------ | ----------------- | ------ |
| Deutschland (GfK)              | 12 (… Wo.)        | …      |
| Österreich (Ö3)                | 13 (4 Wo.)        | 4      |
| Schweiz (IFPI)                 | 7 (6 Wo.)         | 6      |
| Vereinigte Staaten (Billboard) | 1 (76 Wo.)        | 76     |

| ChartsJahrescharts (2018)      | Platzierung |
| ------------------------------ | ----------- |
| Vereinigte Staaten (Billboard) | 12          |

### Auszeichnungen für Musikverkäufe
| Land/Region                  | Auszeichnungen für Musikverkäufe (Land/Region, Auszeichnung, Verkäufe) | Verkäufe  |
| ---------------------------- | ---------------------------------------------------------------------- | --------- |
| Australien (ARIA)            | Gold                                                                   | 35.000    |
| Dänemark (IFPI)              | Platin                                                                 | 20.000    |
| Frankreich (SNEP)            | Gold                                                                   | 50.000    |
| Kanada (MC)                  | 2× Platin                                                              | 160.000   |
| Neuseeland (RMNZ)            | 3× Platin                                                              | 45.000    |
| Singapur (RIAS)              | Gold                                                                   | 5.000     |
| Vereinigte Staaten (RIAA)    | Platin                                                                 | 1.000.000 |
| Vereinigtes Königreich (BPI) | Silber                                                                 | 60.000    |
| Insgesamt                    | 1× Silber · 3× Gold · 7× Platin ·                                      | 1.375.000 |